# 大分分屯地
座標: 北緯33度10分47秒 東経131度37分27秒 / 北緯33.179657630912956度 東経131.6242790222168度大分分屯地（おおいたぶんとんち、JGSDF Vice-Camp Oita）は、大分県大分市大字鴛野129に所在し、九州補給処大分弾薬支処等が駐屯する陸上自衛隊別府駐屯地の分屯地である。

## 概要
大分分屯地は、大分駅から約8Km国道10号線沿いの大分大学近くに位置する。分屯地高台の第3望楼からは由布岳やニホンザルで有名な高崎山や、豊富な海の幸が獲れる別府湾が一望のもとに見渡す事が出来る。また分屯地内には、いのしし・たぬき・こうもり・ふくろうなどが生息し、自然環境が豊かである。
大分分屯地司令は、九州補給処大分弾薬支処長が兼務。

## 沿革
- 1955年（昭和30年）7月1日：陸上自衛隊九州地区補給処大分弾薬支処が編成完結。
- 1998年（平成10年）3月26日：中央補給処の廃止・整理統合に伴い陸上自衛隊九州補給処大分弾薬支処に改称。
- 2018年（平成30年）3月27日：第101弾薬大隊（コア部隊）が新編。

## 駐屯部隊・機関

### 西部方面隊隷下部隊・機関
- 陸上自衛隊九州補給処
  - 大分弾薬支処
- 西部方面後方支援隊
  - 第101弾薬大隊（コア部隊）[1][2]
- 西部方面システム通信群
  - 第102基地システム通信大隊
    - 第304基地通信中隊
      - 大分派遣隊

### 防衛大臣直轄部隊
- 警務隊
  - 西部方面警務隊
    - 第134地区警務隊
      - 大分連絡班

## 最寄の幹線交通
- 高速道路：東九州自動車道大分光吉IC/大分米良IC
- 一般道：国道10号、国道197号、国道210号、大分県道56号中判田下郡線、大分県道21号大分臼杵線、大分県道206号臼杵大南線
- 鉄道：JR九州日豊本線/豊肥本線/久大本線大分駅・豊肥本線大分大学前駅
- 港湾：別府港、大分港、中津港、津久見港、佐伯港（重要港湾）臼杵港、伊美港、守江港（地方港湾）
- 飛行場：大分空港（第二種空港）、大分県央飛行場（その他の飛行場）

### 書籍
- 木下寛朗 他 『陸上自衛隊パーフェクトガイド 2008−2009』 学習研究社、2008年4月。ISBN 978-4-05-605141-4。